# Orchids of Manipur
Orchids of Manipur – indyjski film dokumentalny w reżyserii Aribama Syama Sharmy z 1993.

## Fabuła
Motywem przewodnim filmu są kwiaty orchidei z Manipuru. Przedstawione zostały różne gatunki występujące w Manipurze. Pokazano ich różnorodność i siedliska, w jakich występują.
Podkreślono także tradycje i znaczenie orchidei dla miejscowej ludności.

## Produkcja
Zrealizowany został w języku meitei (oficjalnie manipuri) na zlecenie stanowego Ministerstwa Leśnictwa.
Wykonany został przy pomocy taśmy filmowej 36 mm. Trwa 26 minut.

## Dystrybucja
Prezentowany był na wielu festiwalach filmowych, m.in. na 41. gali Narodowych Nagród Filmowych (ang. National Film Awards) (1994), na 25. Indyjskim Międzynarodowym Festiwalu Filmowym (1994), na Manipur State Film Festival (1994), na Międzynarodowym Festiwalu Filmów o Przyrodzie w Maroku (1996), na 19. Międzynarodowym Festiwalu Filmów Dokumentalnych w Yamagacie (2019).
Film uzyskał zgodę Ministra Sprawa Zagranicznych rządu Indii na zakup przez zagranicznych dystrybutorów.

## Odbiór

### Nagrody
Film został nagrodzony Narodową Nagrodą Filmową Srebrny Lotos w kategorii najlepszy film niefabularny poświęcony środowisku (1994) za kolorową i niezwykle estetyczną prezentację niezwykłej obfitości dzikich orchidei Manipuru.
Film otrzymał także nominację do Maibi Award podczas Manipur State Film Festival w 1994.